# ヴェルシの話
『ヴェルシの話』（ヴェルシのはなし）または『ヴォルシの話』（ヴォルシのはなし）(古ノルド語: Völsa þáttr)は、フラート島本のみに現存しているサットル（短編の物語）で、『オーラヴ聖王のサガ』の章に含まれている。
物語はおそらく14世紀から存在していただろう。しかし、北欧では主に古い神々がまだ信仰されていた1029年には成立しており、古い信仰におけるファロス（völsi）崇拝の伝統を今に伝える話だと考えられている。
（ブロート(en:blót)も参照）

## 崇拝
物語は、老人と老婦人が他の人々から離れた岬に活発な息子とかしこい娘の2人と住んでいたことをまず語る。
彼らは他に、男女の奴隷を所有していた。
さて、この奴隷が馬を屠殺し、馬のペニスを捨てようとしたところ、男の子が走っていってそれを取り、彼の母と妹、奴隷の女性が座っている場所へ行った。
男の子は、家族と話をしている奴隷女性に向かって、この器官が彼女の脚の間でおとなしくしていないだろうという冗談を言った。
すると奴隷の女性は笑ったが、娘のほうは兄に、気持ち悪い物を捨てるように頼んだ。
しかし娘の年老いた母は立ち上がると、それは捨ててはならない、役に立つ物だ、と言った。
老婦人はそれを保存するため、ニラネギとハーブといっしょに亜麻布でくるみ、貴重品を入れる箱の中にしまった。
秋、夕方ごとに、老婦人は貴重品箱から取って、彼女が信仰する神に対するようにそれに祈り、他の家族もそれに参加させた。
彼女はそれに対して韻文を暗唱した。同じようにする夫や他の家族にも、皆がし終わるまでそれが順繰りに手渡されていった。

## 王オーラヴの訪問
ノルウェーの王オーラヴ(Olaf II Haraldsson）がクヌート大王から逃げていた頃のことである。
ある日、オーラヴはこの一家のいる岬にやって来た。
王は、彼らの崇拝について耳にすると、彼らをキリスト教に改宗させたいと考えた。
王は、フィン・アールナソン（フィン・アルネソンとも。Finnr Árnason）とソルモーズ・コルブルーナルスカルド（トルモド・コルブルナルスカルドとも。Þormóðr Kolbrúnarskáld）という者だけを連れて、彼らの家へ行った。
王達は全員、灰色の外套を着用し、自分たちの素性を隠した。
王達が家に入ると、暗い中で会った娘から、身元を尋ねられた。
彼らは皆、自分の名前を「グリーム（Grímr。頭巾をかぶった者）だ」と答えた。
女の子はだまされず、「あなたがオーラヴ王なのはわかっているわ」と言った。
そこで王は、彼女にそのことを黙っているように頼んだ。
王達は他の家族とも会った。
その後、彼らは夕食に招かれた。
老婦人が最後にその場に来たが、彼女はヴェルシ（ペニス）を持っていた。
彼女はヴェルシを夫のひざに置き、「女の巨人(モルニル　Mörnir)はこの神聖な物を受け入れるかも知れない」と語り、詩を暗唱した。
夫はそれに応じ、同じフレーズを含む詩を暗唱した。
そしてその場の全員が、王がこのフレーズで詩を朗誦するまで続けた。
王はうんざりし、自身の正体を明らかにすると、キリスト教について説教をした。
夫がとても興味を示したのに対し、老婦人は非常に懐疑的な態度であった。
最終的に家族全員が、王に従う聖職者によって洗礼を施されることを承諾した。
彼らはそれ以後ずっとキリスト教徒のままであった。